# 페터 로마이어

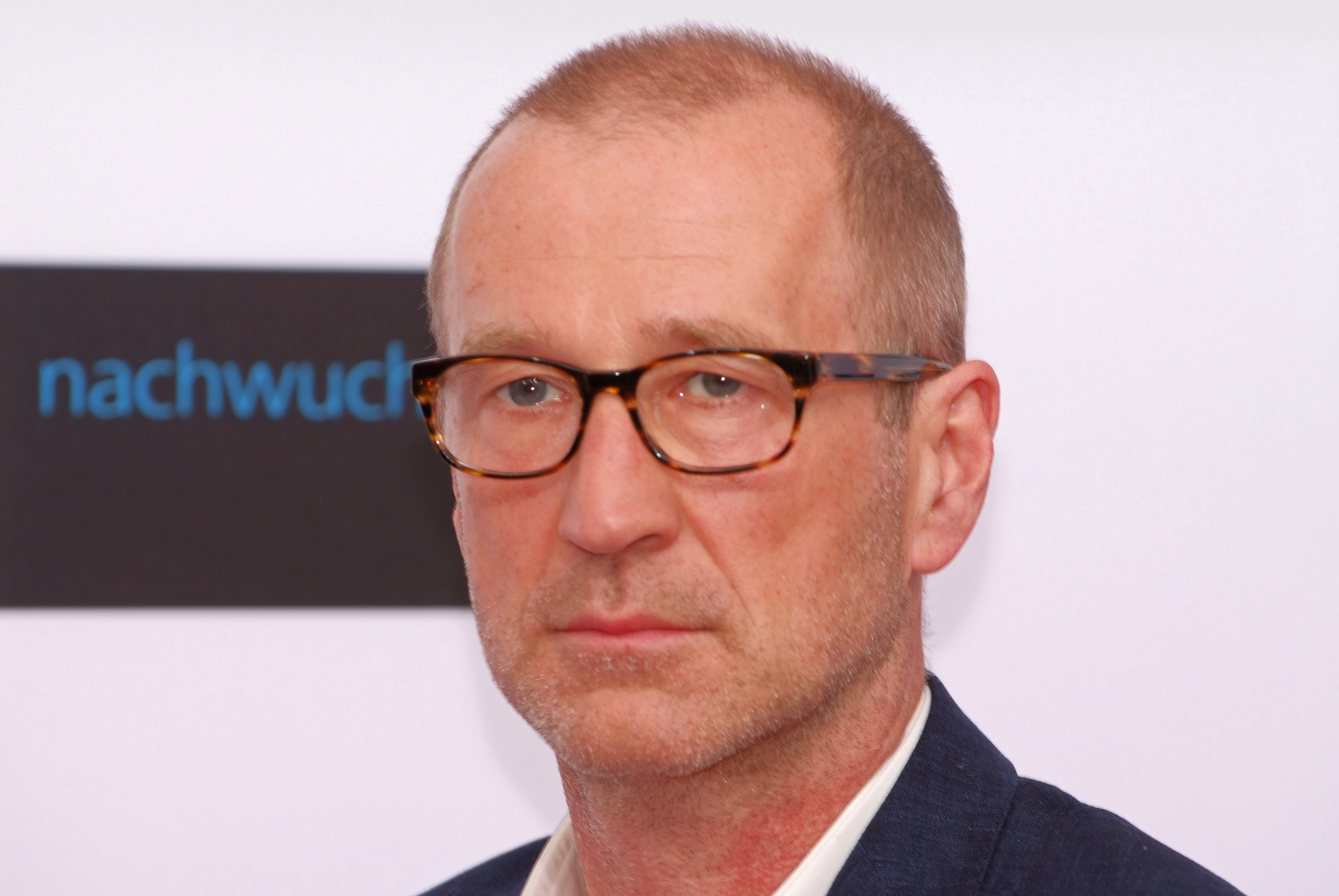

페터 로마이어(독일어: Peter Lohmeyer, 1962년 1월 22일 ~ )는 독일의 배우이다.

## 영화
- 바흐 인 브라질 (2015년)
- 하이디 (2015년)
- 걸 킹 크리스티나 (2015년)
- 아트 걸즈 (2013년)
- 소울 키친 (2009년)
- 수너 오어 레이터 (2007년)
- 왜 남자는 경청을 못하고 여자는 주차를 못할까? (2007년)
- 플라야 델 푸투로 (2005년)
- 베른의 기적 (2003년) - 아버지 역
- 돌연변이 (2002년)
- 나이트 타임 (1998년)
- 옵세션 (1997년)
- 킬러 콘돔 (1996년)
- 에로띠끄 (1994년)
- 카스파 하우저 (1993년)